# Neftejugansk
Neftejugansk (russisk: Нефтеюганск, tr. Neftejugansk) er en by i Khanty-Mansij autonome okrug, der administrativt er en del af Tjumen oblast i Rusland. Byen har et areal på 154 km² og 126.690 (2024) indbyggere. Byens navn kommer af det russiske "nefte", der betyder olie, og "jugansk", der er afledt af det khantyske navn på en lille flod nær byen.

## Historie
Byen blev grundlagt den 16. oktober 1967, efter fundet af et oliefelt i 1961. Den vigtigste og eneste store virksomhed i byen er Juganskneftegaz, der blev oprettet i februar 1966. Byens økonomi er fortsat baseret på olie og byen var et vigtig center for det russiske olieselskab Yukos, som ejede Juganskneftegaz. 
På grund af lave lønninger hos Yukos var byen mindre velstående end Surgut, og mange forsøgte at flytte til Surgut for at arbejde for et andet kendt russisk olieselskab, Surgutneftegas. Det er imidlertid ikke let, på grund af betydelige forskelle i boligpriserne i Neftejugansk og Surgut.
I juni 1998 blev Neftejugansks borgermester, Vladimir Petukhov, skudt ned og dræbt, og en Yukos-ansat blev sigtet for drabet. Petukhov var en af Yukos' kritikere. 20. september blev viceborgmesteren i byen, Dmitrij Jegortsev, angrebet med en kniv og blev såret. En anden viceborgermester, Igor Gribanov, døde i en brand i sit hjem i 2006.
Fra januar 2005 tilhører Juganskneftegaz det statslige olieselskab Rosneft.